# Lac de Loppio
Le lac de Loppio (Äppl-See, Löppel-See ou Loppl-See en allemand, Lac de Lopi en dialecte trentin) est situé dans le sud du Trentin, à 224 m d'altitude. La zone, longue de 1,87 km, large de 480 m et d'une superficie de 600 000 m2 n’est plus un lac, sauf les années particulièrement pluvieuses, mais reste une zone humide importante. 
En 1439, le lac de Loppio a été le théâtre d’une des plus grandes entreprises de génie militaire, lorsque la république de Venise l'a utilisée comme portage, faisant passer un grand nombre de navires de Rovereto à Torbole. 

## Le biotope
Le lac est toujours la plus grande zone de marais de la province autonome de Trente. 

### Histoire
Après une catastrophe environnementale, un assèchement en 1956, l'environnement s'est consolidé et est devenu un marécage fréquemment envahi d'abondantes quantités d'eau. 

### Mesures de fondation
En 1987, la disposition établissant officiellement le biotope a été conclue, mais seulement après des différends : en fait, il a également été proposé de renforcer la beauté du lac et d'en faire une destination touristique. 

### Flore
Le biotope du lac est très complexe et intéressant. 

### Faune
La zone protégée permet également la conservation de la faune. Par exemple, le Corps forestier de la province autonome de Trente a mis en place des barrières et des passages pour protéger les crapauds et autres amphibiens, qui seraient par la suite écrasés par des voitures en transit, permettant à ces animaux de passer du marais au boisé sans danger.

## Site archéologique de Loppio
Le lac de Loppio est connu non seulement comme biotope protégé, mais aussi comme site archéologique important. En effet, depuis 1900, des témoignages ont été rapportés qui documentent la présence d'anciens habitants sur l'île de Sant'Andrea, située sur le site de recherche : fragments de poterie de l'époque romaine et restes d'une sépulture avec tenue funéraire ont été retrouvés.
Les fouilles archéologiques ont divisé le lac en trois secteurs :
- le premier comprend le côté nord-est de l'îlot (secteur A) ;
- le second est situé dans la zone sud (secteur B) ;
- la dernière couvre la zone centrale et constitue le point culminant de l'île (secteur C).

### Le secteur A

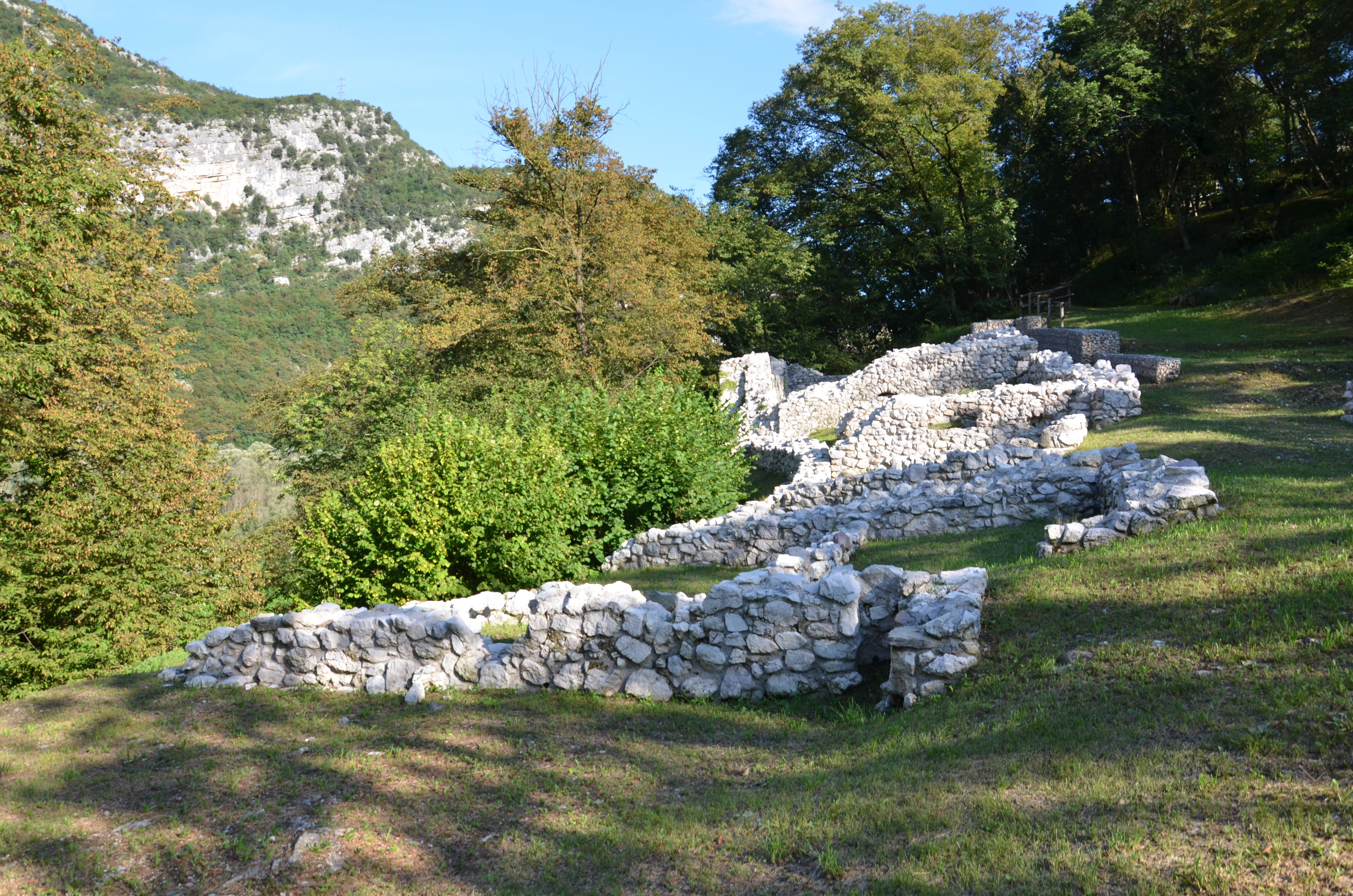
Site de l'île de Sant'Andrea, secteur A.

Dans le nord de l'île de Sant'Andrea, des traces de huttes en bois et d'autres matières périssables datant du Ve-VIe siècle environ ont été retrouvées. De plus, près des cabanes, des murs appartenant à de petits bâtiments ont été mis au jour.
Toujours dans la première zone, des bâtiments datant de la première moitié du 6e siècle et du début du 7e siècle ont été identifiés. Leurs dessins sont de forme rectangulaire et trapézoïdale et s’étendent sur une surface comprise entre 45 et 60 m2. Le bâtiment du secteur A fait face au lac. Les matériaux trouvés à l'intérieur suggèrent une utilisation strictement domestique de la ville. 
Une tombe a également été découverte, concernant l'inhumation d'un fœtus ou d'un prématuré dans un bidon. Cette sorte de tombe était répandue parmi les peuples méditerranéens et était également utilisée aux 6e et 7e siècle dans la région de domination byzantine. La sépulture de Loppio est la première du genre à être découverte dans les Alpes orientales. 

### Le secteur B
Dans le sud de l'île, comme dans la zone A, de nouvelles constructions en maçonnerie massive, avec des murs en pierre et des cailloux de différentes tailles et matériaux, ont remplacé les huttes en bois plus primitives. Les murs sont obtenus en plaçant de manière irrégulière divers rochers, puis noués avec un mortier de chaux grossière. Les nouvelles maisons ont lentement remplacé complètement les cabanes, en incorporant les bâtiments. 

### Le secteur C
La zone centrale de l'île se compose de la zone sacrée, à savoir l'église de Sant'Andrea et sa nécropole. L'église romane date sûrement d'une période postérieure à la nécropole, cette dernière ayant été découverte sous les vestiges de l'édifice. Différentes tombes ont été reconnues ici, mais sans leurs objets funéraires, parmi lesquels une tombe capucine et les restes d’une autre avec un coffre latéral puis un troisième, formés d’un puits quadrangulaire à pans de maçonnerie. 
Plus de recherches ont été menées sur l'édifice religieux à travers des documents et des études stratigraphiques. Une chose est sûre: l’abandon du bâtiment remonte aux XVIe et XVIIe siècles, comme en témoigne un kiosque à quatre côtés, situé au-dessus de ses couches de destruction. 

## Autres découvertes archéologiques
Plusieurs vestiges sont mis au jour, parmi lesquels on distingue : 
- les matériaux ;
- les pièces de monnaie.

### Les matériaux
Les matériaux retrouvés témoignent d'un scénario de la vie quotidienne ancienne, enrichie également d'objets provenant de l'extérieur, en tant que fragments d'amphores orientales et africaines, indiquant ainsi un réseau possible et plus que probable d'échanges commerciaux diversifiés. Les groupes familiaux vivant sur l’île se consacraient à l’agriculture et à la pêche, associées à l’agriculture. 

### Les pièces
Le site a également restitué diverses pièces : outre le bronze plus répandu des IIIe et IVe siècles, de rares fractions de siliques d'argent de l'époque byzantine ont été retrouvés. 